# Championnat de France Pro A de tennis de table 2017-2018
Navigation
Pro A 2016-2017 Pro A 2018-2019
Le Championnat de France Pro A de tennis de table 2017-2018 est la 15e édition du Championnat de France Pro A de tennis de table, plus haut niveau des championnats de France de tennis de table par équipes. Il oppose les 10 meilleures équipes de France dans le championnat masculin et les huit meilleures équipes féminines.

## Longévité en cours
- Angers dispute sa 17e saison consécutive en première division. Les angevins sont les seuls avec Hennebont à avoir participé aux 12 premières éditions de la Pro A masculine.
- Lys-lez-Lannoy dispute sa 19e saison consécutive en première division. Le club nordiste et par conséquent le seul à avoir disputé toutes les saisons de la Pro A féminine

## Organisation 2017-2018
- En Pro A messieurs, il n'y a plus qu'une seule descente en PRO B. Le dernier de la poule est relégué à l'issue de la saison.
- Les rencontres se déroulent au meilleur des 5 parties (3 - 0; 3 - 1; 3 - 2). Ainsi le match nul n'est plus possible. Il s'agit de la formule ligue des champions.
- La Pro A Dames revient à huit équipes

## PRO A Messieurs

### Equipes
| \| Les Loups d'Angers Istres TT GV Hennebont Morez Haut-Jura AS Pontoise-Cergy TT Chartres ASTT SS La Romagne Rouen SPO PPC Villeneuve Roanne LNTT \| Localisation des clubs engagés dans le championnat. |
| Les Loups d'Angers Istres TT GV Hennebont Morez Haut-Jura AS Pontoise-Cergy TT Chartres ASTT SS La Romagne Rouen SPO PPC Villeneuve Roanne LNTT                                                           |

### Classement Général
Classements par équipe du championnat de France de PRO A messieurs saison 2017 - 2018.
sourcemise à jour le 15 juin 2018
| Rang | Équipe               | Pts | J  | V  | N | D  | F | Pp | Pc | Diff |
| ---- | -------------------- | --- | -- | -- | - | -- | - | -- | -- | ---- |
| 1    | SS La Romagne        | 49  | 18 | 15 | 0 | 3  | 0 | 49 | 21 | +28  |
| 2    | Vaillante Angers     | 44  | 18 | 12 | 0 | 6  | 0 | 44 | 30 | +14  |
| 3    | Morez Haut-Jura      | 42  | 18 | 12 | 0 | 6  | 0 | 42 | 32 | +10  |
| 4    | Chartres ASTT        | 41  | 18 | 11 | 0 | 7  | 0 | 41 | 31 | +10  |
| 5    | AS Pontoise-Cergy TT | 37  | 18 | 9  | 0 | 9  | 0 | 37 | 33 | +4   |
| 6    | Rouen SPO            | 37  | 18 | 11 | 0 | 7  | 0 | 37 | 32 | +5   |
| 7    | GV Hennebont         | 35  | 18 | 8  | 0 | 9  | 1 | 36 | 40 | -4   |
| 8    | Istres TT            | 31  | 18 | 6  | 0 | 12 | 0 | 31 | 44 | -13  |
| 9    | Villeneuve PPC       | 24  | 18 | 3  | 0 | 15 | 0 | 24 | 50 | -26  |
| 10   | Roanne LNTT          | 21  | 18 | 3  | 0 | 15 | 0 | 21 | 49 | -28  |

En gras, les clubs qualifiés pour la Ligue des champions de tennis de table 2018-2019, en italique, les clubs qualifiés en ETTU Cup 2018-2019
- SS La Romagne remporte son premier titre de champion de France[1],[2],[3].
- L'équipe championne est composée de Brice Ollivier, Adrian Crisan, Chen Tianyuan et Wei Shihao.

## PRO A Dames

### Classement Général
sourcemise à jour le 15 mai 2018
| Rang | Équipe              | Pts | J  | V  | N | D  | F | Pp | Pc | Diff |
| ---- | ------------------- | --- | -- | -- | - | -- | - | -- | -- | ---- |
| 1    | Poitiers TTACC 86   | 36  | 14 | 11 | 0 | 3  | 0 | 36 | 20 | +16  |
| 2    | CP Lys-lez-Lannoy   | 35  | 14 | 9  | 0 | 5  | 0 | 35 | 26 | +9   |
| 3    | ALCL Grand-Quevilly | 33  | 14 | 10 | 0 | 4  | 0 | 33 | 23 | +10  |
| 4    | Metz TT             | 31  | 14 | 8  | 0 | 6  | 0 | 31 | 27 | +4   |
| 5    | TT Joué-lès-Tours   | 27  | 14 | 5  | 0 | 9  | 0 | 27 | 34 | -7   |
| 6    | ASRTT Étival-Raon   | 26  | 14 | 5  | 0 | 9  | 0 | 26 | 33 | -7   |
| 7    | TT Saint-Quentin    | 25  | 14 | 5  | 0 | 9  | 0 | 25 | 33 | -8   |
| 8    | Saint Pierraise ENT | 19  | 14 | 3  | 0 | 11 | 0 | 19 | 36 | -17  |

En gras, les clubs qualifiés pour la Ligue des champions de tennis de table 2018-2019, en italique, les clubs qualifiés en ETTU Cup 2018-2019
- Poitiers TTACC 86 remporte son premier titre de champion.
- L'équipe victorieuse est composée de Jia Nan Yuan, de Zheng Yuan et de Eva Odorova.